# Campionati asiatici di badminton 1969
I Campionati asiatici di badminton 1969 si sono svolti a Manila, nelle Filippine. È stata la 3ª edizione del torneo, organizzato dalla Badminton Asia.

## Podi
| Evento                  | Oro                           | Argento                    | Bronzo                               |
| Singolare maschile      | Muljadi                       | Punch Gunalan              | Dinesh Khanna                        |
| Singolare maschile      | Muljadi                       | Punch Gunalan              | Sangob Rattanusorn                   |
| Singolare femminile     | Pang Yuet Mui                 | Ma Than Ngwe               | Lee Young-soon                       |
| Singolare femminile     | Pang Yuet Mui                 | Ma Than Ngwe               | Mary Tan                             |
| Doppio maschile         | Ng Boon Bee Punch Gunalan     | Ippei Kojima Yukinori Hori | Chavalert Chumkum Sangob Rattanusorn |
| Doppio maschile         | Ng Boon Bee Punch Gunalan     | Ippei Kojima Yukinori Hori | Conrado Co Daniel So                 |
| Doppio femminile        | Lee Young-soon Kang Young-sin | Pang Yuet Mui Cynder Ho    | Lily Tan Mary Tan                    |
| Doppio femminile        | Lee Young-soon Kang Young-sin | Pang Yuet Mui Cynder Ho    | Ma Than Ngwe Khin Hyin               |
| Gara a squadre maschile | Indonesia                     | Malaysia                   | Giappone                             |